# Kupres
Kupres este un oraș și o comună din Cantonul 10 al Federației Bosniei și Herțegovinei, o entitate din statul modern Bosnia și Herțegovina.